# カサンドラ・ジーン
カサンドラ・ジーン（Cassandra Jean、1985年10月5日 - ）は、アメリカ合衆国の女優。

## 出演作品
- ハート・オブ・ディクシー ドクターハートの診療日記 シーズン2
- CSI:ニューヨーク7
- NCIS:LA 〜極秘潜入捜査班 シーズン2
- ファイナル・デッドスクール
- マッドメン シーズン4
- One Tree Hill シーズン6